# Karabin FAMAS
FAMAS – francuski karabin automatyczny zbudowany w układzie bullpup. Od 1979 roku standardowy karabin armii francuskiej, używany także przez armie Dżibuti, Gabonu, Senegalu i ZEA.

## Historia konstrukcji
Po wprowadzeniu w 1967 roku do uzbrojenia armii amerykańskiej karabinu M16 także w Europie rozpoczęto prace nad nowymi karabinami strzelającymi amunicją pośrednią. We Francji projekt nowej broni powstawał w Manufacture d’Armes de St-Etienne (MAS, część państwowego koncernu GIAT, a obecnie Nexter).
Zespół konstruktorów, którym kierował Paul Tellie, rozpoczął prace w 1967. W 1971 roku był gotowy prototyp nowego karabinu. W latach 1972–1973 odbywały się próby nowego karabinu (porównywano go z produkowanym w zakładach Manurhin licencyjnym karabinem SIG 540), w 1973 roku miała także miejsce na targach SATORY pierwsza publiczna prezentacja prototypowej broni. Karabin zaprojektowany przez P. Telle okazał się pod wieloma względami lepszy od SIG 540, ale nadal nie podjęto decyzji o wprowadzeniu go do uzbrojenia. Podstawową przyczyną niepodjęcia decyzji był konserwatyzm wojskowych, z dużą podejrzliwością traktujących karabin w układzie bullpup (z magazynkiem za chwytem), o nietypowo działającej automatyce (zamek półswobodny wzorowany na konstrukcjach Paula Kiralego), takich jak pm 39M i 43M. Jednak dalsze próby sprawiły, że przezwyciężono nieufność wojskowych i 8 sierpnia 1977 roku karabin FAMAS w wersji F1 został przyjęty do uzbrojenia. Nowa broń miała zastąpić karabiny MAS 49 i pistolety maszynowe MAT 49. Nazwa pochodziła od skrótu: Fusil d’Assaut de la Manufacture d’Armes de St-Etienne – (fr. karabin szturmowy z Fabryki Broni w Saint-Etienne).
Po przyjęciu do uzbrojenia, nadal trwały prace nad doskonaleniem konstrukcji. W 1979 roku karabin wyposażono w ogranicznik długości serii. W tym samym roku rozpoczęto seryjną produkcję. Nowy karabin najszybciej znalazł się na uzbrojeniu Legii Cudzoziemskiej. Żołnierze z powodu charakterystycznego kształtu nadali nowej broni nazwę Le Clairon (fr. Trąbka). Nowy karabin produkowany w dużych ilościach (wyprodukowano ok. 400 000 egzemplarzy odmiany F1) szybko wyparł z uzbrojenia starsze typy broni i stał się standardowym karabinem armii francuskiej. Pewne ograniczenie jego walorów użytkowych stanowił fakt, że jest on dostosowany do amerykańskiej amunicji M193 kalibru 5,56 mm z pociskiem o masie 3,56 g, zamiast przyjętej jako standard w NATO (i używanej także we Francji do rkm FN Minimi) amunicji tego samego kalibru z pociskiem SS109 o masie 4 g. W 1984 roku powstały przeznaczone na rynek cywilny wersje samopowtarzalne FA MAS „Export” i „Civil” (ten drugi miał lufę długości 570 mm) oraz skrócony karabinek samoczynno-samopowtarzalny FAMAS „Commando” wyposażony w lufę długości 455 mm. Wersje te pozbawione były możliwości wystrzeliwania granatów nasadkowych. Opracowano także wersję karabinową G1 o lepszej ergonomii niż F1.
W 1994 roku powstała wersja G2. Jest ona zasilana standardową amunicją 5,56 mm NATO z magazynków zgodnych ze STANAG. Karabiny w tej wersji nie są wyposażane w ograniczniki długości serii (istnieje możliwość instalacji tego urządzenia na życzenie zamawiającego). W 1995 przyjęto ją na uzbrojenie jedynie francuskiej marynarki wojennej (zakupiono 10 tysięcy sztuk). Powstały także wersje eksportowe karabinu, ale nie zdobyły większej popularności. Były to G2 SMG (z lufą długości 320 mm), G2 „Commando” (z lufą długości 405 mm), G2 „Picatinny Rail” (wyposażony w szynę Picatinny) i G2 „Sniper” (z szyną Picatinny i ciężką lufa długości 620 mm). Obecnie FAMAS G2 stał się podstawą do opracowania karabinu wchodzącego w skład systemu FÉLIN (program mający na celu opracowanie broni i wyposażenia żołnierzy będący francuską odpowiedzią na amerykański program „Land Warrior”). W 2000 roku zaprzestano produkcji FAMAS-ów, a w 2002 roku zlikwidowano produkujące je zakłady MAS.

## Wersje karabinu
- F1 – pierwsza i podstawowa wersja seryjna. Karabin strzelał amunicją 5,56 × 45 mm M193. Zasilany z magazynków pudełkowych (25 naboi).
- G1 – poprawiona wersja produkowana dla armii francuskiej[potrzebny przypis]. Zmiany miały głównie poprawić ergonomię broni. Zmieniono kształt łoża i chwytu pistoletowego, klasyczny kabłąk spustu został zastąpiony dużą osłoną całej dłoni (wzorowaną na Steyr AUG).
- G2 – wersja jak G1, dostosowana do standardów NATO. Zastosowano amunicję (5,56 × 45 mm NATO) i 30-nabojowe łukowe magazynki zgodne ze STANAG (od M16). Krótka szyna Picatinny na szczycie chwytu transportowego.
  - G2 „Commando” – karabinek ze skróconą lufą.
  - G2 SMG – karabinek z bardzo krótką lufą (subkarabinek) mający pełnić funkcję pistoletu maszynowego.
  - G2 „Sniper” – wersja z wydłużoną lufą i celownikiem optycznym mająca pełnić funkcję karabinu wyborowego
  - G2 „Picatinny rail” – wersja posiadająca obniżony uchwyt transportowy, którego górna powierzchnia tworzy długą szynę Picatinny.
  - G2 + M203 – wersja ze zmienionym łożem umożliwiającym montaż granatnika podwieszanego M203.
- FAMAS-FELIN – karabin wyposażony w elektroniczny celownik dzienno-nocny, laserowy, a także interfejs umożliwiający współpracę z resztą elementów wyposażenia (wyświetlaczem nahełmowym)

## Opis konstrukcji

### FAMAS F1

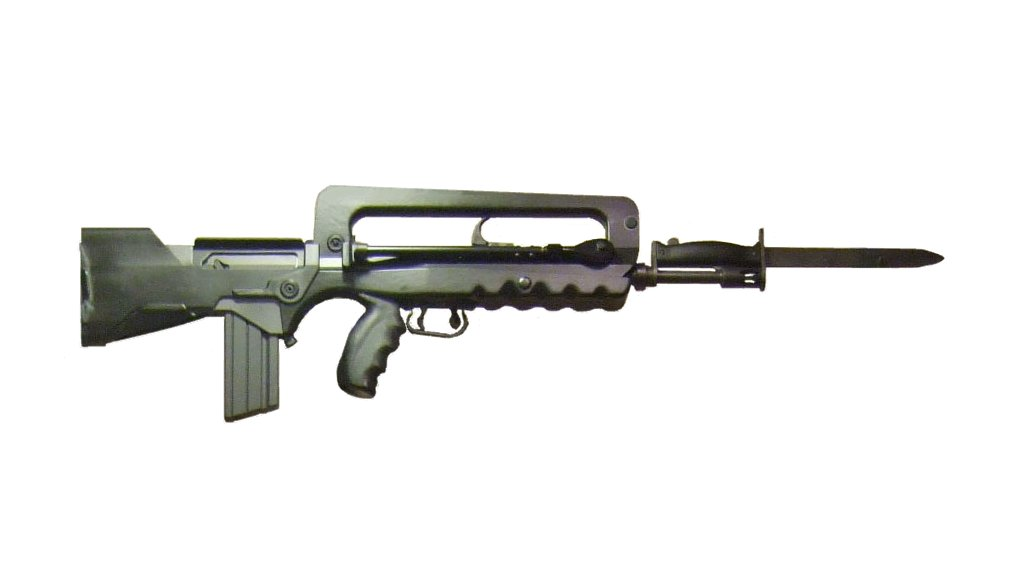
FAMAS F1 z nałożonym bagnetem

Karabin szturmowy FAMAS F1 jest bronią samoczynno-samopowtarzalną w układzie bullpup. Automatyka broni działała na zasadzie odrzutu zamka półswobodnego. Zamek dwuczęściowy, pomiędzy tłokiem zaporowym a trzonem zamka znajduje się dźwignia mająca kształt litery L. Jej dłuższe ramię współpracuje z trzonem zamka, krótsze z tłokiem zaporowym. Po strzale obrót dźwigni powoduje przyspieszenie ruchu trzonu zamkowego kosztem energii tłoka zaporowego. Wyrzutnik i wyciąg sprężynujący są umieszczone w zamku. Komora nabojowa posiada rowki Revellego ułatwiające ekstrakcje łusek. Broń strzela z zamka zamkniętego. Mechanizm uderzeniowy kurkowy. Mechanizm spustowy z możliwością strzelania ogniem pojedynczym, seriami trójstrzałowymi i ogniem ciągłym. Dźwignia przełącznika rodzaju ognia pełniąca także funkcję dźwigni bezpiecznika przed spustem (nastawy 1 – ogień pojedynczy, R – serie i S – broń zabezpieczona). Za magazynkiem znajduje się przełącznik ogień ciągły-serie trójstrzałowe (nastawy 0 – ogranicznik wyłączony i 3 – włączony). Zasilanie z pudełkowych magazynków o pojemności 25 naboi. Przyrządy celownicze składają się z muszki i dwóch przezierników (jeden do celowania przy dobrym, drugi przy słabym oświetleniu). Oba przezierniki mają stałą nastawę odpowiadającą odległości 300 m. W nocy na muszkę nakłada się trytowe źródło światła, a role przeziernika pełni otwór w obudowie celownika. Lufa zakończona tłumikiem płomieni pełniącym także funkcję hamulca wylotowego. Za tłumikiem płomieni pierścienie prowadzące dla granatów nasadkowych. Granaty są miotane za pomocą specjalnych naboi. Donośność granatów zawiera się w granicach 70–360 m. Przy strzelaniu na wprost używa się dodatkowego celownika zakładanego na muszkę, przy strzelaniu pod kątem 45° i 75° celownika umieszczonego wewnątrz chwytu transportowego. Kolba, łoże i chwyt pistoletowy wykonane z tworzywa sztucznego. Karabin standardowo wyposażony w lekki dwójnóg. Nad lufą można zamocować bagnet, identyczny z bagnetem niemieckiego karabinu G3.

### FAMAS G2
Budowa tej broni jest zbliżona do F1. Broń zasilana jest z nowych magazynków zgodnych ze STANAG o pojemności 20 i 30 naboi. Standardowo pozbawiona jest ogranicznika długości serii, ale może być on zainstalowany. Kabłąk spustu zastąpiono dużą osłona obejmującą całą dłoń strzelającego. Na lufie znajduje się pojedynczy pierścień ustalający dla granatu nasadkowego. Donośność granatów nasadkowych wzrosła do 100–380 m.

FAMAS F1. 1. Stopka kolby 2. Pokrywa komory zamkowej 3. Poduszka podpoliczkowa. Może być mocowana po prawej lub lewej stronie.
4. Okno wyrzutowe łusek z widocznym zamkiem
5. Kołki
6. Dwójnóg
7. Rękojeść transportowa
8. Rękojeść przeładowania
9. Celownik do strzelania granatami nasadkowymi
10. Tylna opora granatów nasadkowych
11. Tłumik płomienia
12. Lufa
13. Bezpiecznik/przełącznik rodzaju ognia (broń zabezpieczona, ogień pojedynczy, ogień seriami/ciągły)
14. Spust
15. Zatrzask magazynka
16. Zaślepka używana przy strzelaniu granatami nasadkowymi.
17. Numer seryjny
18. Włącznik ogranicznika długości serii

## Dane taktyczno-techniczne
| Wzór                               | F1                | G1                | G2                | G2 „Sniper”       | G2 „Commando”     | G2 SMG            |
| Nabój                              | 5,56 × 45 mm M193 | 5,56 × 45 mm M193 | 5,56 × 45 mm NATO | 5,56 × 45 mm NATO | 5,56 × 45 mm NATO | 5,56 × 45 mm NATO |
| Długość karabinu (mm)              | 757               | 757               | 757               | ?                 | ?                 | ?                 |
| Długość lufy (mm)                  | 488               | 488               | 488               | 620               | 405               | 320               |
| Masa karabinu niezaładowanego (kg) | 3,61              | ?                 | 3,8               | ?                 | ?                 | ?                 |
| Pojemność magazynka (szt)          | 25                | 25                | 30                | 30                | 30                | 30                |
| Prędkość początkowa (m/s)          | 960               | 960               | 925               | ?                 | ?                 | ?                 |
| Zasięg skuteczny (m)               | 300               | 300               | 450               | ?                 | ?                 | ?                 |